# Boriana Dimitrova
Boriana Dimitrova-Meister (* um 1977 in Sofia) ist eine bulgarische Jazzmusikerin (Sopran-, Alt- und Baritonsaxophon, Flöte, Komposition).

## Leben und Wirken
Dimitrova, die in Sofia aufwuchs, erhielt bereits mit vier Jahren klassischen Klavierunterricht. Als Siebenjährige begann sie auf dem Musikgymnasium in Sofia mit dem Spiel der Oboe, dann wechselte sie zum Saxophon. Sie wurde Mitglied im Jugend-Blasorchester und in der Staatlichen Jugend-Bigband, mit der sie Konzerte im In- und Ausland spielte. 1998 schloss sie in Sofia ihr Saxophonstudium ab; sie war die erste diplomierte Saxophonistin Bulgariens.
Bereits in den 1990er Jahren spielte Dimitrova in zwei Rock- und Popbands ihres Heimatlandes; weiterhin trat sie in Jazzclubs und auf Festivals auf, spielte Konzerte mit dem Staatssymphonieorchester und arbeitete zudem als Studiomusikerin. Dann zog sie nach Hamburg, wo sie 2008 an der Hochschule für Musik und Theater ihr Studium absolvierte, um dann bis 2012 Jazz-Komposition an der Hochschule für Musik und Darstellende Kunst Mannheim zu studieren.
2007 gründete Dimitrova ihr eigenes Quartett, mit dem sie 2012 ihr Debütalbum bei Laika Records veröffentlichte. Im Duo mit dem Schlagzeuger Niels-Henrik Heinsohn folgte das Album Silent Understanding, das gute Kritiken erhielt. Gemeinsam mit Mauretta Heinzelmann und Claudia Schober verfasste sie 2015 das Stück Magie im Spiel. Weiterhin schrieb sie Musik für Combos, Bigbands, Sinfonieorchester, aber auch für Saxophonquartett, Blasorchester sowie gemischte Formationen.

## Diskographische Hinweise
- Boriana Dimitrova Quartett: Carousel (Laika Records 2012, mit Lars Dahlke, Jakob Dreyer, Niels-Henrik Heinsohn)
- Doublespace: Silent Understanding (Laika Records 2015, mit Niels-Henrik Heinsohn sowie Gabriel Coburger und Daria-Karmina Iossifova)